# Yaizu

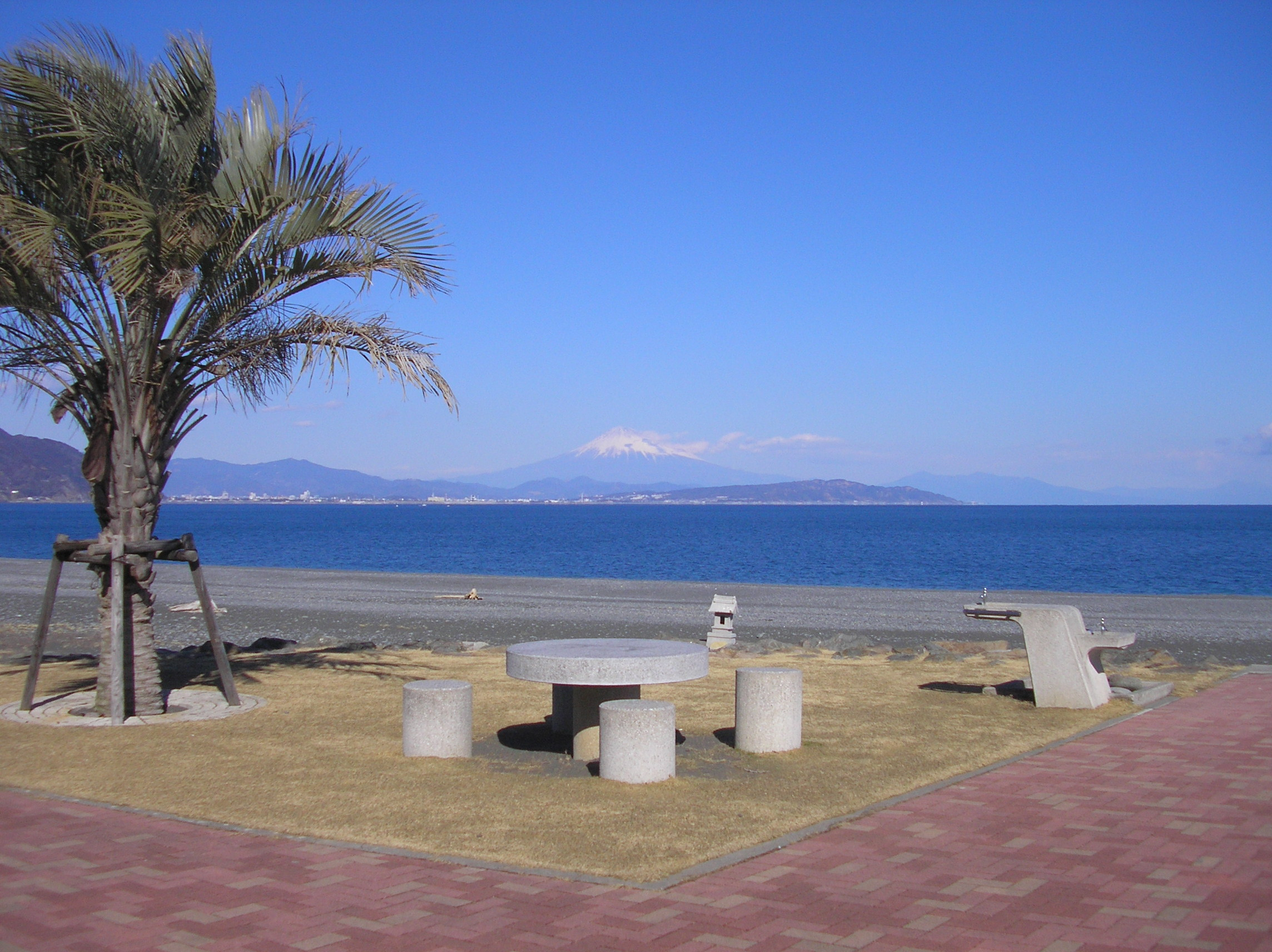
Praia de Yaizu

Yaizu-shi (焼津市) é uma cidade japonesa localizada na província de Shizuoka, numa extensão de 11Km desde norte a sul da costa leste. Banhada pela baía de Suruga, com a vista para o mais belo monte do Japão, o Monte Fuji. Ao norte da cidade, temos o Monte Takakusa com 501 m de altitude, onde dentro da beleza natural, abrange uma área de fontes térmicas, com um fluxo de 900 toneladas diárias de água quente. É famosa pelos excelentes portos de Yaizu-ko e Kogawa-ko, que empreendem tanto na pesca costeira como em alto-mar.
Em 2010 a cidade tinha uma população estimada em 143.229 habitantes e uma densidade populacional de 2.030,18 h/km². Tem uma área total de 70,55 km².
Recebeu o estatuto de cidade a 1 de Março de 1951.
Flor símbolo da cidade - Rododendro e, no seio deste tipo, a Azálea (Satsuki).
Árvore símbolo da cidade - Pinheiro (Matsu).
Ave símbolo da cidade - Gaivota de cabeça preta (Yurikamome).
Um dos esportes mais praticados na cidade pelos Dekasseguis é o Airsoft.

## Cidades-irmãs
- Toki, Japão
- Hobart, Austrália